# ファハド・アル＝メハレール
ファハド・アル＝メハレール（Fahad Al-Mehallel Al-Dosari、1970年11月11日 - ）は、サウジアラビアの元サッカー選手。元サウジアラビア代表。ポジションはフォワード。

## 来歴
1992年にサウジアラビア代表デビュー。AFCアジアカップ1992では準優勝した。1994 FIFAワールドカップ・アジア予選では10試合に出場、初のワールドカップ出場権を獲得した。1994 FIFAワールドカップではメンバーに選ばれたものの、出場機会は無かった。AFCアジアカップ1996では全6試合に出場、4得点をあげ、チームも優勝した。1998 FIFAワールドカップにも出場した。1999年までに87試合に出場、26得点をあげた。

## 代表歴

### 出場大会
- サウジアラビア代表
  - 1994 FIFAワールドカップ
  - 1998 FIFAワールドカップ

### 試合数
- 国際Aマッチ 87試合 26得点（1992年-1999年）[1]

| サウジアラビア代表 | 国際Aマッチ | 国際Aマッチ |
| 年                 | 出場        | 得点        |
| ------------------ | ----------- | ----------- |
| 1992               | 9           | 1           |
| 1993               | 16          | 6           |
| 1994               | 12          | 3           |
| 1995               | 7           | 1           |
| 1996               | 17          | 10          |
| 1997               | 19          | 4           |
| 1998               | 3           | 0           |
| 1999               | 4           | 1           |
| 通算               | 87          | 26          |